# Rohatín
Rohatín (ucraïnès: Рогатин ;rus: Рогатин; en polonès: Rohatyn) és una ciutat de l'óblast d'Ivano-Frankivsk, a Ucraïna, i el centre administratiu del raion de Rohatín. La seva població s'elevava a 7.521 habitants l'any 2022.

## Geografia
Rohatín és regada pel riu Hnyla Lypa i es troba a 55 km al nord-nord-oest d'Ivano-Frankivsk, a 64 km al sud-est de Lviv, i a 440 km a l'oest-sud-oest de Kíev.

## Història
El primer esment de Rohatín es troba a documents del segle XII. El seu nom sembla derivar del de la regió històrica on es troba, Rutènia. L'any 1415, obté privilegis urbans (Drets de Magdeburg) i es converteix més endavant un important centre d'artesania i de comerç. L'any 1520, Hürrem Sultan, nativa de Rohatín, és capturada pels tàtars i venuda al sultà Solimà I el Magnífic, amb qui acaba per casar-se amb després d'haver-li donat cinc fills. Al segle XVI, una famosa escola de pintura d'icones s'estableix a Rohatín, i als anys 1580 es funda una fraternitat ortodoxa, que obté l'estatut de stauropegion — monestir eximit del control del bisbe local. Després de la primera partició de Polònia l'any 1772, Rohatínés annexada a Àustria i esdevé un cap de comtat. Es crea un institut ruteni l'any 1909, i un seminari de teologia l'any 1931. Entre les dues guerres, la ciutat és polonesa. El setembre del 1939, és ocupada per l'Exèrcit roig i a continuació lligada a la Unió Soviètica que acaba per oferir-la a la República Socialista Soviètica d'Ucraïna. Li és concedit aleshores l'estatus de ciutat. És avui un encreuament viari important.

## Població
Censos o estimacions de la població:
| 1765 | 1857 | 1890 | 1910 | 1921 | 1939 | 1959 | 1970 | 1979 | 1989 | 2001 | 2011 | 2012 | 2013 | 2014 | 2015 | 2016 | 2017 |
| ---- | ---- | ---- | ---- | ---- | ---- | ---- | ---- | ---- | ---- | ---- | ---- | ---- | ---- | ---- | ---- | ---- | ---- |
| 539  | 5101 | 5616 | 7664 | 5736 | 7700 | 4055 | 5501 | 6398 | 9284 | 8607 | 8097 | 8095 | 8077 | 8000 | 7991 | 7983 | 7925 |

## Patrimoni
El patrimoni de Rohatín és ric en monuments de caràcter religiós:
- església de pedra de la Nativitat de la Mare de Déu (final del segle XIV);
- vestigis dels murs de la ciutat amb una porta dels segles xiii i xiv;
- església de fusta de la baixada de l'Esperit Sant (1644–1645) amb un magnífic iconòstasi (1647–1650);
- ruïnes del monestir dominicà (1614);
- església catòlica romana de Sant Nicolau, d'estil Renaixement (1666);
- església de fusta Sant Nicolau (1729)

## Galeria

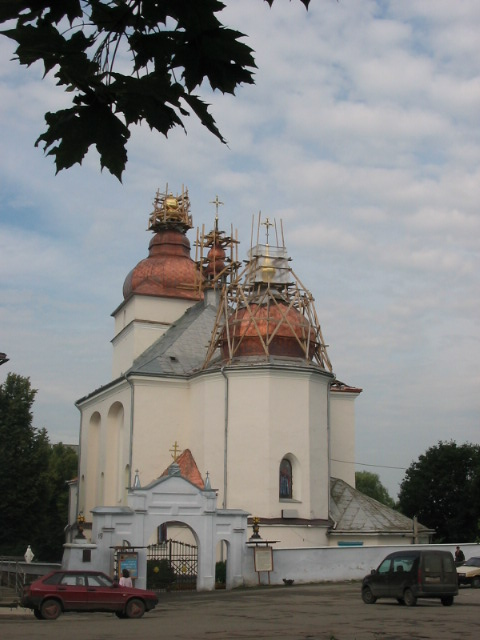
Església de l'Esperit Sant a Rotahyn
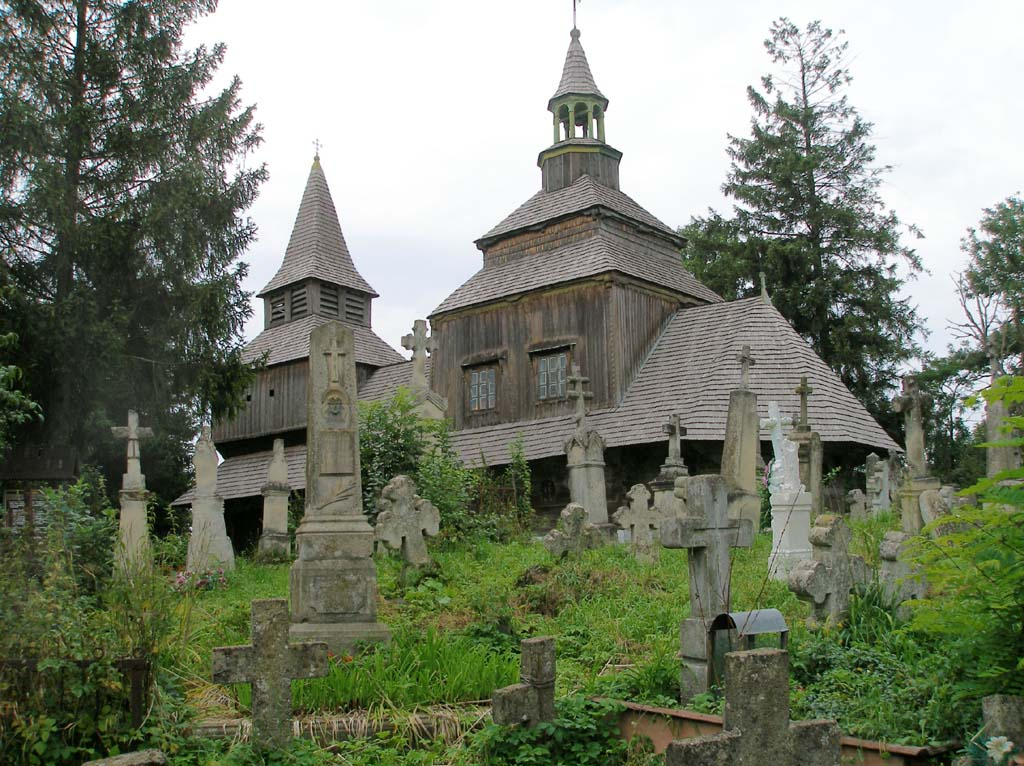
Església de l'Esperit Sant, de fusta
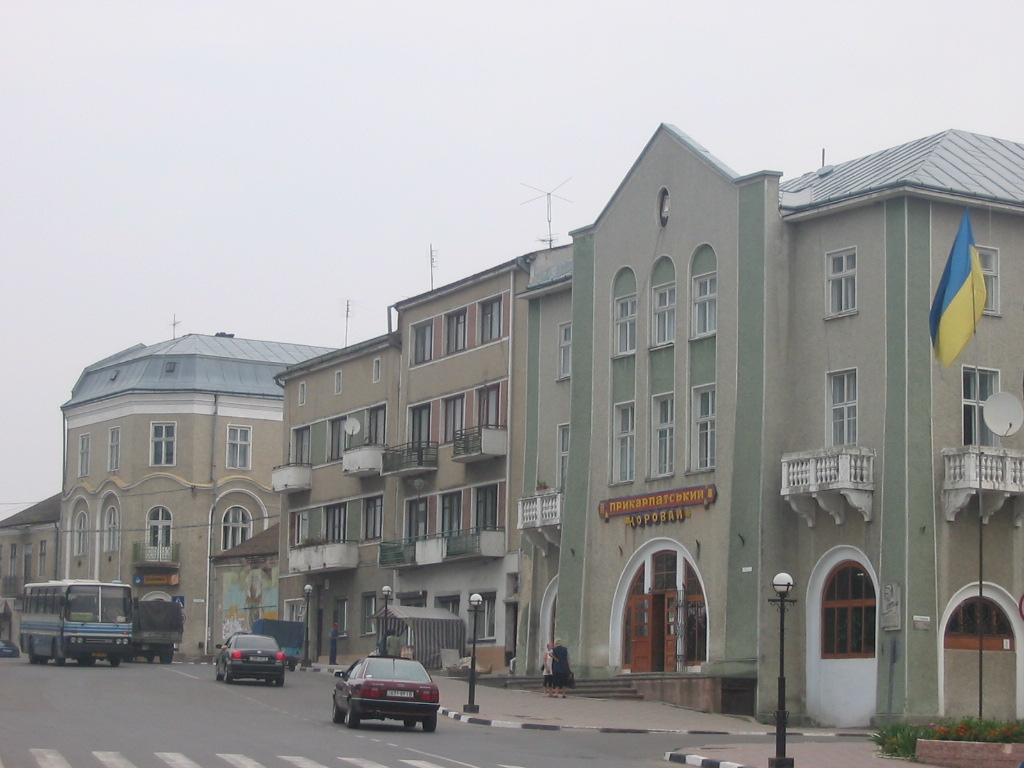
Centre de Rohatín